# Beziehungen zwischen Slowenien und den Vereinigten Staaten

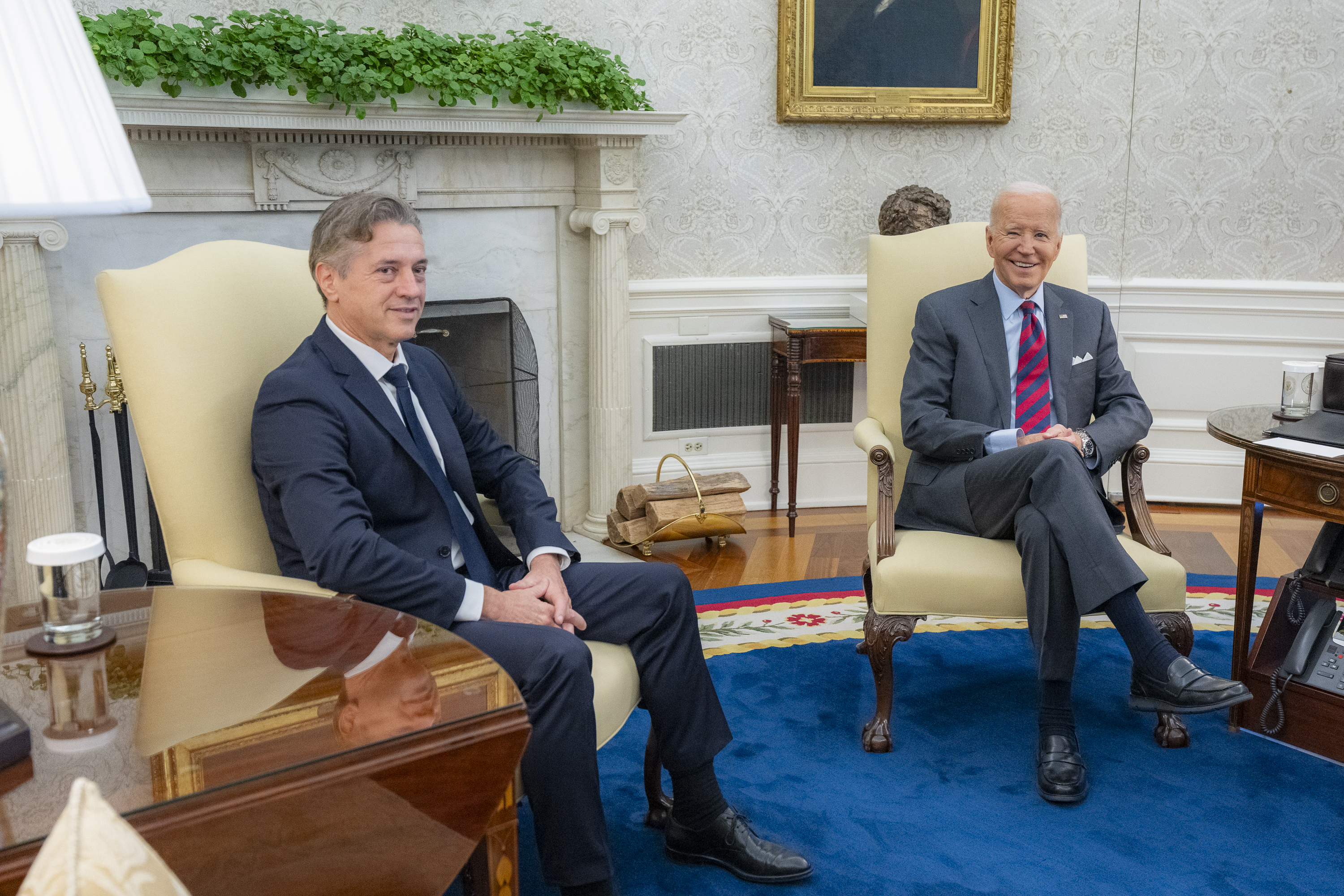
Sloweniens Ministerpräsident Robert Golob (links) mit US-Präsident Joe Biden im Oval Office (2024)

Die Beziehungen zwischen Slowenien und den Vereinigten Staaten sind das zwischenstaatliche Verhältnis zwischen der Republik Slowenien und den Vereinigten Staaten von Amerika (USA). Beide Staaten unterhalten freundschaftliche diplomatische, wirtschaftliche und kulturelle Kontakte.

## Geschichte
Die USA erkannten Slowenien am 7. April 1992 als unabhängigen Staat an und eröffneten im August 1992 eine Botschaft in Ljubljana; Slowenien richtete ebenfalls 1992 eine Botschaft in Washington, D.C., ein. In den 1990er-Jahren entwickelten sich enge Beziehungen: Sloweniens Premierminister Janez Drnovšek pflegte ein gutes Verhältnis zum US-Präsidenten Bill Clinton, was Slowenien zu einem wichtigen Verbündeten der USA in der Region machte. 1997 wurde Slowenien in das US-Visa-Waiver-Programm aufgenommen, sodass Slowenen seither visumfrei in die USA reisen können. Die Vereinigten Staaten unterstützten nachdrücklich Sloweniens Integration in westliche Bündnisse: Slowenien trat 2004 der NATO bei und ist seit demselben Jahr EU-Mitglied. In der Folge arbeiteten beide Länder eng in Sicherheitsfragen zusammen.
Slowenien beteiligte sich mit Unterstützung der USA an internationalen Friedensmissionen, etwa im Westbalkan (z. B. in Bosnien und Herzegowina und Kosovo) und am Einsatz der Koalitionstruppen in Afghanistan. Im Jahr 1998 initiierte Slowenien den International Trust Fund zur Minenräumung in Konfliktgebieten des Balkans, der mit finanzieller Hilfe der USA realisiert wurde. Ein diplomatischer Meilenstein war der Gipfel vom Juni 2001 in Ljubljana, bei dem der US-Präsident George W. Bush und der russische Präsident Wladimir Putin erstmals zusammentrafen. Als EU-Ratspräsidentschaftsland war Slowenien 2008 erneut Gastgeber eines Besuchs von Präsident Bush, der zum EU-USA-Gipfel nach Brdo pri Kranju kam. Im April 2010 begegnete der slowenische Premier Borut Pahor dem US-Präsidenten Barack Obama bei einem Gipfeltreffen mittelosteuropäischer Staaten in Prag.
Anfang der 2010er-Jahre kühlte das Verhältnis zeitweise ab, doch ab 2018 bemühten sich beide Seiten um eine Intensivierung der Kontakte. So reiste Außenminister Miro Cerar 2018 als erster slowenischer Chefdiplomat seit acht Jahren nach Washington, D.C., und sprach von einem „neuen Kapitel“ der bilateralen Beziehungen. Im August 2020 unterzeichneten Slowenien und die USA eine gemeinsame Erklärung zur Sicherheit von 5G-Netzen, um die Kooperation im Technologiesektor zu vertiefen. Im Oktober 2024 kam es nach langer Zeit zu einem hochrangigen Treffen im Weißen Haus, als Sloweniens Ministerpräsident Robert Golob von US-Präsident Joe Biden empfangen wurde, wobei Biden Sloweniens Beitrag bei internationalen Anliegen (etwa im Ukraine-Krieg und bei Gefangenenaustauschaktionen zwischen den USA und Russland) würdigte.

## Kulturbeziehungen
Auch kulturell und gesellschaftlich bestehen vielfältige Verbindungen. Bereits 1812 wurde mit Benjamin Franklins „Poor Richard’s Almanack“ erstmals ein Werk der US-Literatur ins Slowenische übersetzt, und Mitte des 19. Jahrhunderts popularisierten die Schriften des slowenischen Missionars Frederik Baraga über seine Tätigkeit unter amerikanischen Ureinwohnern das Bild der USA in Slowenien. In den Jahrzehnten um 1900 wanderten zahlreiche Sloweninnen und Slowenen aus wirtschaftlichen Gründen in die Vereinigten Staaten aus. Nach dem Zweiten Weltkrieg folgte eine weitere Emigrationswelle politisch verfolgter Slowenen. Bis heute lebt eine beträchtliche slowenischstämmige Gemeinde in den USA. Laut Volkszählung 2000 bekannten sich rund 175.000 US-Bürger zur slowenischen Abstammung, wobei Schätzungen unter Einbeziehung aller Nachfahren sogar von bis zu einer halben Million Menschen ausgehen. Die größten slowenischen Gemeinden bestehen im Bundesstaat Ohio (Großraum Cleveland) sowie in Pennsylvania, Illinois und Minnesota. Über Generationen hinweg gründete die Diaspora eigene Vereine, Kirchen, Zeitungen und Kultureinrichtungen, um slowenisches Brauchtum und Sprache zu pflegen – so existiert in Cleveland seit 2008 ein Slowenisches Museum und Archiv. Die slowenische Gemeinschaft ist zugleich integraler Bestandteil der US-Gesellschaft; prominente Amerikaner mit slowenischen Wurzeln sind z. B. die Senatorin Amy Klobuchar (deren Großvater aus Slowenien auswanderte) und Melania Trump, die in Slowenien geborene ehemalige First Lady der USA.

## Wirtschaftsbeziehungen
Die wirtschaftlichen Beziehungen zwischen Slowenien und den USA sind von Handel und Investitionen in moderatem Umfang geprägt. Die Vereinigten Staaten zählen zu Sloweniens wichtigsten Handelspartnern außerhalb Europas. Im Jahr 2022 exportierten US-Unternehmen Waren im Wert von etwa 380 Millionen US-Dollar nach Slowenien, während slowenische Exporte in die USA etwa 850 Millionen Dollar erreichten. Zu den US-Ausfuhrgütern gehören vor allem Maschinen, Fahrzeuge, Chemikalien und Mineralölerzeugnisse, während Slowenien unter anderem pharmazeutische Erzeugnisse, Elektrotechnik, Stahlprodukte und Glas in die USA liefert. Direktinvestitionen der USA in Slowenien liegen im einstelligen Milliardenbereich; mehrere US-Konzerne (z. B. Goodyear, IBM, Microsoft) sind in Slowenien tätig. Um die bilateralen Wirtschaftsbeziehungen zu fördern und Doppelbesteuerung zu vermeiden, schlossen beide Länder 1999 ein Doppelbesteuerungsabkommen, das im Januar 2002 in Kraft trat. Darüber hinaus wurde 2017 ein bilaterales Sozialversicherungsabkommen unterzeichnet, um Rentenansprüche von Arbeitnehmern im jeweils anderen Land anzuerkennen.

## Diplomatie
Beide Länder verfügen über diplomatische Vertretungen im jeweils anderen Staat. Die slowenische Botschaft in Washington, D.C. nahm 1992 ihre Arbeit auf; zudem unterhält Slowenien ein Generalkonsulat in Cleveland, wo eine große slowenischstämmige Gemeinde lebt. Die Vereinigten Staaten sind seit 1992 mit einer Botschaft in Ljubljana vertreten, die von wechselnden Botschaftern geleitet wird. Ein Höhepunkt der diplomatischen Präsenz war die Ernennung der in Slowenien geborenen Melania Trump zur Ehrenbotschafterin ihres Heimatlandes (eine symbolische Geste im Jahr 2018). Neben den Botschaften bestehen gegenseitig auch parlamentarische Freundschaftsgruppen; im US-Kongress wurde 2018 ein „Slovenia Caucus“ gegründet, der die Beziehungen zu Slowenien fördern soll.